# Molodohvardiysk
Molodohvardiysk (tiếng Ukraina: Молодогвардійськ) là một thành phố của Ukraina. Thành phố này thuộc tỉnh Luhansk. Thành phố này có diện tích ? km2, dân số theo điều tra dân số năm 2001 là 25528 người.